# Kagu (rodzina)
Kagu (Rhynochetidae) – monotypowa rodzina ptaków z rzędu słonecznicowych (Eurypygiformes). 

## Zasięg występowania
Rodzaj obejmuje jeden żyjący współcześnie gatunek występujący na Nowej Kaledonii na Pacyfiku.

## Morfologia
Długość ciała do 55 cm; masa ciała 800–1100 g; rozpiętość skrzydeł do 86 cm.

## Systematyka

### Etymologia
Gr. ῥις rhis, ῥινος rhinos – nozdrza; χαιτη khaitē – długie włosy.

### Podział systematyczny
Do rodziny należy jeden rodzaj z jednym żyjącym współcześnie gatunkiem: 
- Rhynochetos jubatus – kagu

Ponadto został opisany jeden wymarły gatunek, Rhynochetos orarius, cechujący się większymi rozmiarami ciała niż współczesne kagu. Theuerkauf i Gula (2018) uznali jednak R. orarius za młodszy synonim R. jubatus; zdaniem autorów mniejsze rozmiary współczesnych kagu wynikają z presji selekcyjnej spowodowanej przybyciem na Nową Kaledonię ludzi, którzy najczęściej polowali na ptaki cechujące się większymi rozmiarami ciała.